# Conker’s Bad Fur Day
A Conker's Bad Fur Day egy akció-platform videójáték, amit a Rareware (most Rare) fejlesztett és a Nintendo 64-re. A játék kiadója Észak-Amerikában a Rare, Európában a THQ. A Conker videójáték-sorozat részeként jelent meg, amiben Conker, egy iszákos mókus próbál hazatérni a barátnőjéhez, Berrihez.

## Cselekmény
Stílusát tekintve ez egy platform játék rengeteg humorral. A játék szinte minden részletében van valami humoros, még akkor is ér valami meglepetés, amikor egy helyben állunk, ugyanis ilyenkor Conker a Mókus (a játék főszereplője) GameBoy-ozik, jojózik, szexlapot olvas, elkezdi mondani a magáét és még sok minden mást is csinál. A játékban sok váratlan és abszurd tűnik fel, ilyen például a kaki hegy és a benne lakó kaki szörny Sloprano is. Nem a játékmenet nemcsak ugrálásból áll, vannak benne lövöldözős részek is. Számos popkultúrális utalás, köztük sok filmre való utalás paródikus formában. Megjelenik a Drakula című film paródiája, a Ryan közlegény megmentése, Gladiátor.
Chris Seavor, a játék készítője  azt nyilatkozta egy interjúban, hogy elsősorban a South Park inspirálta őt, mikor kitalálta a játék stílusát. Eredetileg ez is egy kedves, aranyos platformjátéknak indult, de a piac telítettsége miatt új irányba kellett terelni a projectet. Mint az fentebb már elhangzott rengeteg paródia van a játékban, ezek közül az egyik legjelentősebb a Ryan közlegény megmentése, amin a film készítője is jót nevetett.
A játéknak 2005-ben jelent meg Xbox-ra a felújított változata, ami teljes audiovizuális átalakuláson esett át . Az ígéretekkel ellentétben, nem kerültek bele kivágott jelenetek, sőt még az enyhébb káromkodások is ki lettek cenzúrázva.